# Nikodémovo evangelium

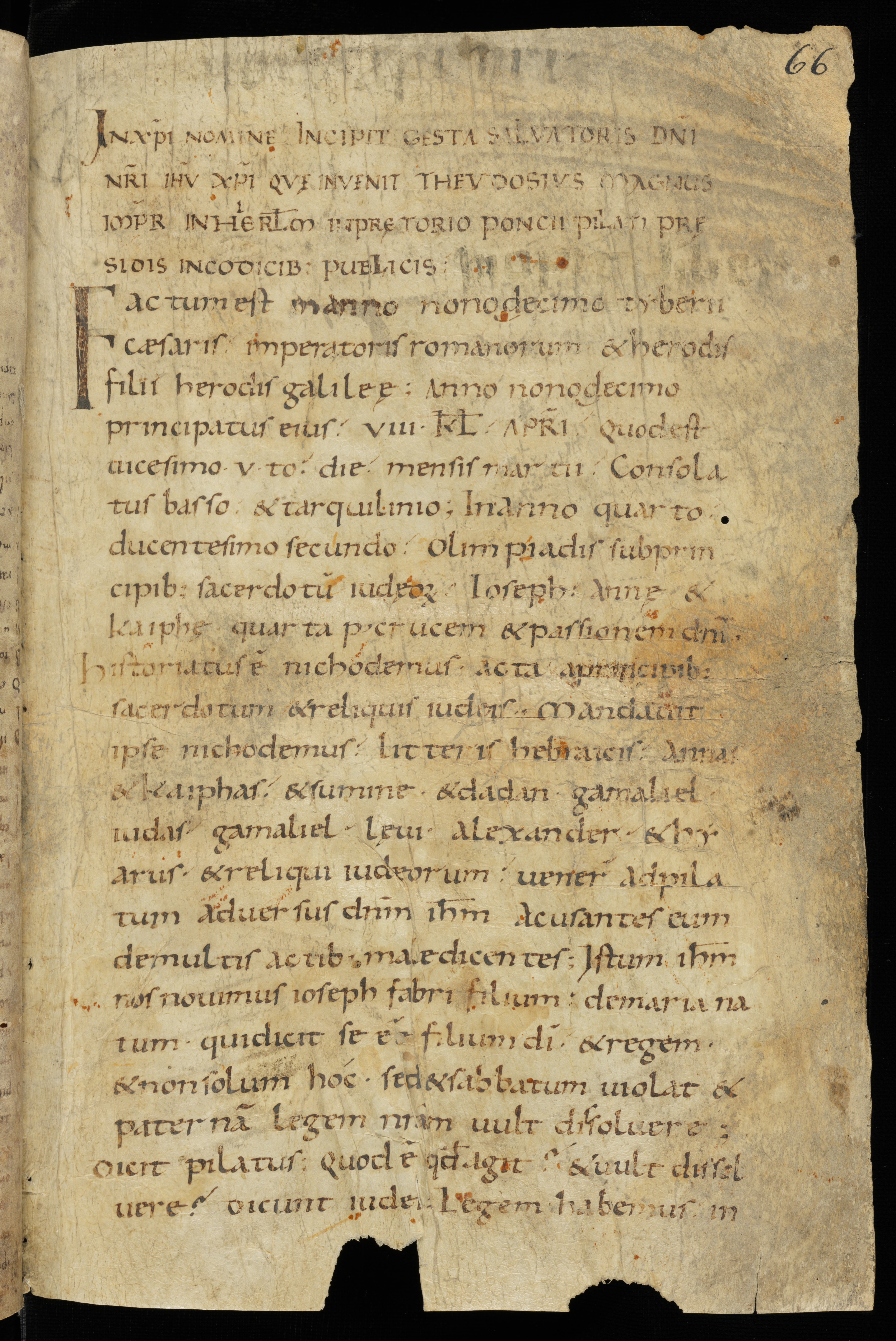
Apokryfní novozákonní Nikodémovo evangelium, pergamen z 9. nebo 10. století.

Nikodémovo evangelium je jeden z novozákonních apokryfů, ve kterém vystupují Josef Arimatijský, člen nejvyšší rady sanhedrinu a člen velerady farizejů Nikodém společně s apoštolem Jidášem a soudcem Pilátem. Jako očití svědkové a vykonavatelé líčí vlastní zážitky příběhu utrpení, Ukřižování a Zmrtvýchvstání Ježíše Krista. Kniha se skládá z prologu, v němž se k autorství zápisků a k jejich volnému překladu z hebrejštiny do řečtiny hlásí jeden ze sedmdesáti Kristových učedníků, Ananiáš z Damašku, z první části o 16 kapitolách a z druhé části o 11 kapitolách.
První část pochází nejdříve ze 2. století a nejpozději z počátku 4. století, protože o ní referuje již roku 325 církevní historik Eusebius z Caesarey. Pod titulem Pilátova akta Josef z Arimatie popisuje poslední dny Ježíšova života od jeho zajetí přes soud až po ukřižování.
Druhá část (Descensus ad infernos) popisuje události od sestupu Ježíše do pekla, spoutání Satana a záchranu duší až po zmrtvýchvstání. Jako svědkové zázraků v ní vystupují dva Kristem zachránění hříšníci, Karinus a Leucinus. Tato část byla sepsána snad řecky v průběhu 5.–6. století.